# Photometeor

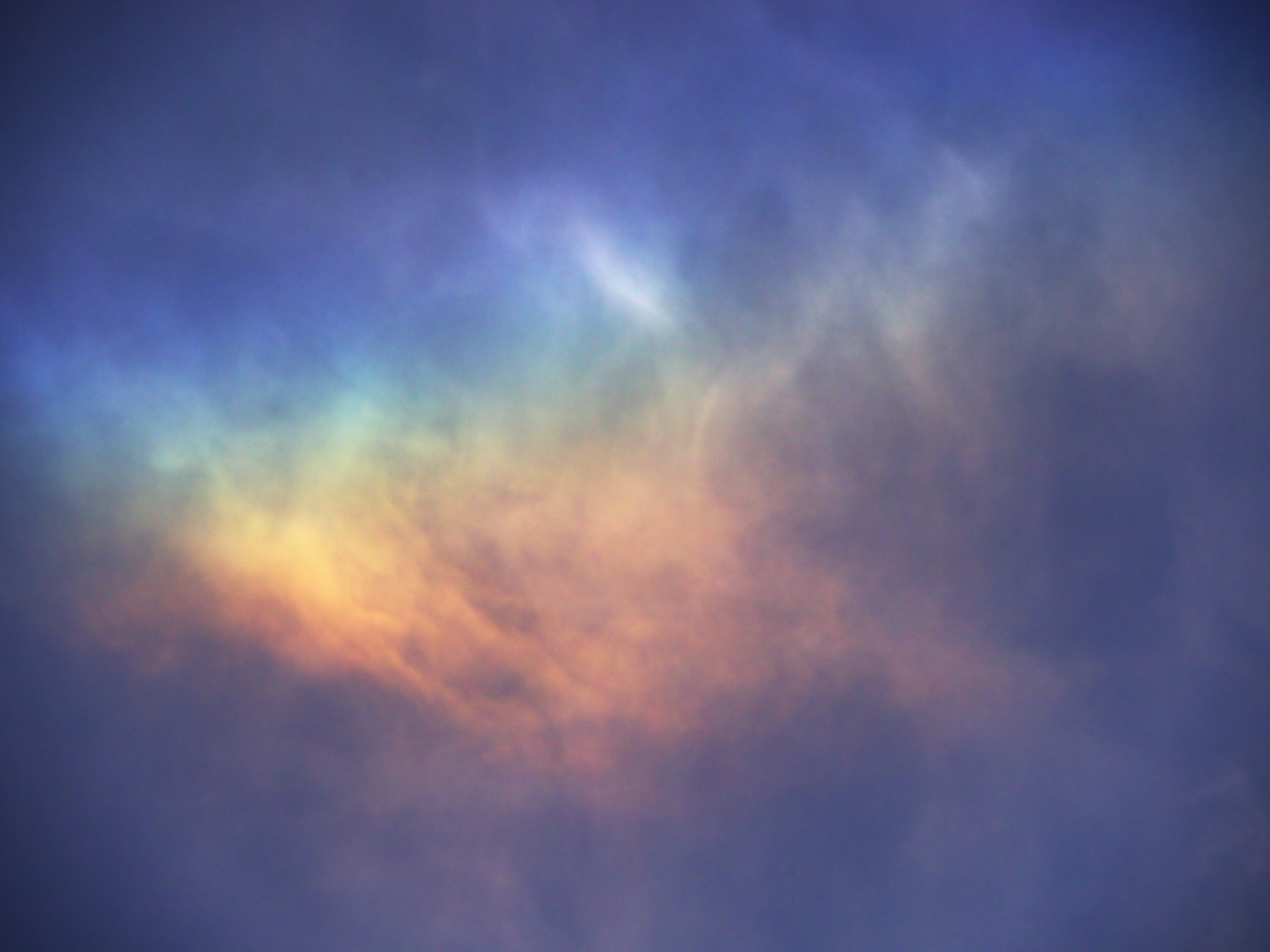
Auf eine Eiswolke begrenzter Zirkumzenitalbogen

Photometeore sind Meteore, die im Gebiet der Meteorologie in der Atmosphäre an der Erdoberfläche oder im Himmel beobachtet werden. Der Name leitet sich von „Photo“, altgriechisch φωτός [photós] für „des Lichts“ (Anmerkung: es handelt sich um die Genitivform), und „Meteor“, vom altgriechischen μετέωρος [metéōros], „in der Luft schwebend“, her. Anders als Elektrometeore, Hydrometeore und Lithometeore stehen sie mit der Reflexion, Brechung, Beugung, Streuung oder Interferenz des Mond- oder Sonnenlichts im Zusammenhang.

## Phänomene
Siehe auch Kategorie Photometeor
Zu den Photometeoren gehören:
| - Alpenglühen - Brockengespenst - Dämmerung - Erdschattenbogen - Fata Morgana - Glorie - Grüner Blitz - Halo - Iridium Flare | - Irisierende Wolke - Korona - Leuchtende Nachtwolke - Lichtsäule - Mondregenbogen - Morgenröte - Nebelbogen - Nebenmond - Nebensonne | - Purpurlicht - Regenbogen - Sonnenkorona zum Beispiel bei einer Sonnenfinsternis zu beobachten - Staircase to the Moon - Strahlenbüschel (Crepuscularstrahlen) - Venusgürtel - Zirkumzenitalbogen - Zirkumhorizontalbogen - Zodiakallicht |